# جمال سلیمان
جمال سلیمان (عربی: جمال سليمان؛ زادهٔ ۲۰ نوامبر ۱۹۵۹) هنرپیشه اهل سوریه است. وی از سال ۱۹۸۱ میلادی تاکنون مشغول فعالیت بوده است. جمال سلیمان درفیلم ایرانی بازمانده به کارگردانی سیف‌الله داد در نقش دکتر سعید بازی کرده است. این فیلم با الهام از داستانی به نام عائد الی حیفا (بازگشت به حیفا) نوشته غسان کنفانی از نویسندگان فلسطینی و عضو جبهه آزادیبخش فلسطین نوشته شده است.